# Saxifraga densifoliata
Saxifraga densifoliata är en stenbräckeväxtart som beskrevs av Adolf Engler och Irmsch.. Saxifraga densifoliata ingår i Bräckesläktet som ingår i familjen stenbräckeväxter. Utöver nominatformen finns också underarten S. d. medongensis.